# سیارک ۲۱۶۵۵
سیارک ۲۱۶۵۵ (به انگلیسی: 21655 Niklauswirth، نامگذاری:1999PC1) بیست و یک هزار و ششصد و پنجاه و پنجمین سیارک کشف شده‌است که در ۸ اوت ۱۹۹۹ کشف شد.
قدر مطلق سیارک برابر ۲۹.۵ است.